# Hurgada
Hurgada (en árabe: الغردقة al-Garda'a) es una importante ciudad turística de Egipto, situada en la costa del mar Rojo, capital de la gobernación del Mar Rojo (al-Bahr al-Ahmar, البحر الأحمر).

## Vista general
Las urbanizaciones turísticas y los hoteles ofrecen instalaciones deportivas acuáticas para realizar sailboard, navegación, submarinismo y buceo. Hurghada es conocida por sus actividades de deportes acuáticos, vida nocturna y un clima cálido. La temperatura diaria oscila entre los 30 °C la mayor parte del año. Gran cantidad de europeos pasan sus vacaciones de Navidad y Año Nuevo en la ciudad, principalmente alemanes, rusos, ucranianos e italianos.   
Hurgada se extiende por unos 36 kilómetros a lo largo de la orilla del mar, y no llega lejos en el desierto circundante. El complejo es un destino para los turistas egipcios de El Cairo, el Delta y el Alto Egipto, así como para los europeos. Hoy Hurgada cuenta con 248.000 habitantes y está dividida en tres partes:
Downtown (El Dahar) es la parte más antigua;
Sekalla es el centro de la ciudad;
El Memsha (Camino de la aldea) es la parte moderna.
Sekalla es una modesta plaza de hoteles. Dahar es donde está el mayor bazar de la ciudad, la oficina de correos y la estación de autobuses de larga distancia. 
La ciudad está junto al aeropuerto internacional de Hurgada con tráfico regular de pasajeros que conecta a El Cairo y directamente con varias ciudades de Europa. El aeropuerto ha sido renovado para acomodar un aumento del tráfico.

## Turismo
Aunque es una ciudad con una propia industria importante, el turismo extranjero y nacional es lo más importante, debido a su paisaje espectacular, su clima seco todo el año y largos tramos de playas naturales. Sus aguas son claras y tranquilas durante la mayor parte del año y se han convertido en populares para diversos deportes acuáticos.
Los sitios de buceo alrededor de Abu Ramada Island, Giftun Kebir y Giftun Soraya son muy populares. También se pueden visitar pecios como el de El Mina o el Rosalie Moller.

### Historia
Hurgada se fundó a principios del siglo XX. Al principio era un pueblo de pescadores, pero desde los años ochenta la ciudad no dejó de crecer por las múltiples inversiones realizadas para hacer de esta ciudad costera del mar Rojo uno de los lugares más apreciados por los turistas. Esto se debe, en particular, a las autorizaciones otorgadas gratuitamente y sin condiciones por el Estado a los promotores inmobiliarios.

#### Protección del mar Rojo
En la actualidad, bajo la presión de numerosas asociaciones ecologistas, el Estado ha fijado impuestos destinados a la protección del mar Rojo, uno de los lugares más conocidos por los submarinistas, al igual que las islas Maldivas. Situada al sur del canal de Suez y a seis horas por carretera de El Cairo, la región que rodea la ciudad orienta su desarrollo en torno al turismo y la hostelería. Las actividades propuestas in situ a los veraneantes se centran principalmente en el submarinismo.